# Roger Faligot
Roger Faligot, nascut el 1952, és un periodista i escriptor bretó en llengua francesa-
Va començar en el periodisme a Espanya en 1973, abans de treballar com a periodista d'investigació freelance per a diaris i revistes bretons, parisencs o estrangers (Irlanda, Anglaterra, Japó). Durant set anys, a la dècada de 1990, va ser enviat especial del setmanari The European, amb seu a Londres. De 1993 a 2000, va presidir l'Associació de Periodistes bretons i dels països celtes.
Des de 1977, ha escrit, ja sia sol o bé amb coautors (incloent Remi Kauffer i Pascal Krop), més de trenta llibres de no ficció sobre la història contemporània, començant per la resistència irlandesa, periòdicament actualitzat i reeditat des de llavors. Multilingüe, també és un especialista en serveis d'intel·ligència francesos, estrangers i, especialment, de l'Extrem Orient. Il publie de nombreux ouvrages de référence comme Naisho. Ha publicat nombrosos llibres de referència com Naisho. Enquête au cœur des services secrets japonais i Histoire mondiale du renseignement. El 2007, esdevé columnista a Rue89.

## Publicacions
- 1977: La Résistance irlandaise, 1916-1976, Paris, Maspero,
- 1979: James Connolly et le mouvement révolutionnaire irlandais, Maspero, (réed. Rennes, Terre de Brume, 1999)
- 1980: Guerre spéciale en Europe, Paris, Flammarion,
- 1981: Nous avons tué Louis Mountbatten ! L'IRA parle, testimonis recollits per Roger Faligot, Paris, Picollec,
- 1981: Bloc H ou la Ballade de Colm Brady, Lyon, Jacques-Marie Laffont,
- 1982: Services secrets en Afrique, Le Sycomore,
- 1982 : Euskadi-la-Spirale, J-L Lesfargues, avec Rémi Kauffer (roman)
- 1982 : « Constance Markiewicz », in Des femmes dans le monde, Paris, Messidor-Temps Actuels,
- 1982 : Les Services spéciaux de sa majesté, Paris, Messidor, Temps actuels,
- 1983: Au cœur de l'État, l'espionnage, Autrement, avec Rémi Kauffer,
- 1984: Markus, espion allemand, Messidor,
- 1985: Service B. Le réseau d'espionnage le plus secret de la Seconde Guerre mondiale, Fayard,
- 1985 : La Piscine. Les Services Secrets Français, 1944-1984 Seuil, amb Pascal Krop,
- 1986:  KGB, Objectif Pretoria, P-M Favre, avec Rémi Kauffer
- 1987: Kang Sheng et les services secrets chinois (1927-1987), Laffont, amb Rémi Kauffer,
- 1987 : Porno business, Fayard, avec Rémi Kauffer
- 1989: Les Résistants : de la guerre de l'ombre aux allées du pouvoir 1944-1989. Fayard, avec Rémi Kauffer,
- 1991: As tu vu Jean Cremet ?, Fayard, avec Rémi Kauffer,
- 1992: Éminences grises Fayard, avec Rémi Kauffer
- 1992 : La Résistance irlandaise, 1916-1992, Rennes, Terre de Brume,
- Histoire mondiale du renseignement, Laffont. avec Rémi Kauffer :
  - 1993, tome 1 : 1870-1939,
  - 1994, tome 2 : Les maîtres espions. De la guerre froide à nos jours,
- 1994 : La Harpe et l'Hermine, Rennes, Terre de brume,
- 1995: Le Marché du Diable, Fayard, avec Rémi Kauffer,
- 1996: L'Empire invisible; les mafias chinoises, Philippe Picquier,
- 1997: Naisho. Enquête au cœur des services secrets japonais, La Découverte,
- 1997 : BZH, des Bretons, des Bretagnes, documentaire retraçant l'histoire du Mouvement breton, d'hier à aujourd'hui, de Olivier Bourbeillon, Marie Hélia et Roger Faligot,
- 1999: DST police secrète, Flammarion, amb Pascal Krop
- 1999 : La Résistance irlandaise, 1916-2000, Rennes, Terre de Brume,
- 2000: Le Croissant et la croix gammée : Les Secrets de l'alliance entre l'islam et le nazisme de Hitler à nos jours, Albin Michel, amb Rémi Kauffer
- 2001: La Mafia Chinoise en Europe, Calmann-Lévy,
- 2004: Le Peuple des enfants, Paris, Seuil,
- 2004 : L'Hermine rouge de Shanghai. Les Portes du large, amb Rémi Kauffer
- 2006: Les Seigneurs de la paix, Seuil,
- 2006 : Histoire secrète de la Ve République, éditions La Découverte, amb Jean Guisnel dirigeix un equip de 7 periodistes d'investigació que proven de fer llum sobre certs aspectes confusos de la 5a República Francesa
- 2007: Les Mystères d'Irlande, Editions Yoran Embanner, obra que passa revista a un segle d'història del « tigre cèltic »
- 2008: Les services secrets chinois, de Mao aux JO, Nouveau Monde éditions.
- 2009: La rose et l'edelweiss. Ces ados qui combattaient le nazisme, 1933-1945  Arxivat 2009-05-23 a Wayback Machine., Éditions La Découverte.